# Гомодесмічні мінерали
Мінерали гомодесмічні (рос. минералы гомодесмические, англ. homodesmic minerals; нім. homodesmische Minerale n pl) — те саме, що мінерали ізодесмічні.
Тобто мінерали з однаковим типом зв'язку між структурними одиницями.
До них належать прості речовини, сульфіди і кисневі сполуки.